# Myotis longipes
Myotis longipes es una especie de murciélago de la familia Vespertilionidae.

## Distribución geográfica
Se encuentra en Afganistán, India Nepal y, posiblemente, Vietnam.